# Operacionalizem
Operacionalizem je raziskovalni pristop v sodobni znanosti, ki ga je opredelil ameriški fizik in nobelovec Percy Williams Bridgman. Temelji na intuiciji, čigar pomena koncepta ne poznamo, razen če imamo metodo merjenja zanj. »Običajno je mišljena teorija pomena,ki navaja, da kateri koli koncept ni nič več kot niz operacij; koncept je sinonimen z ustreznim nizom operacij.« 
Vir omenjene izjave je delo Logika moderne fizike (The Logic of Modern Physics), ki jo je Bridgman napisal leta 1927. Vidik operacionalista, na široko razložen v tej knjigi, je prvotno ugotovil številne zagovornike med praktičnimi fiziki in tistimi, ki se zgledujejo po tradiciji ameriškega pragmatizma, oziroma po novi filozofiji logičnega pozitivizma. Obstaja zelo malo verjetnosti, da je Bridgman nameraval nadaljevati z natančno in univerzalno teorijo smisla, ali s katerokoli sistematično filozofsko teorijo nasploh. Njegovi spisi so bili predvsem "odsevi fizika", ki so izvirali iz eksperimentalne prakse in so bili usmerjeni k razlaganju znanstvenih metod s prvoosebnega vidika. S tem, ko so se Bridgmanove ideje širile, so se oblikovale v splošno filozofsko doktrino »operacionalizma« oziroma »operacionizma«. V tej obliki so imele močan vpliv na mnogih področjih, zlasti v metodoloških razpravah v psihologiji. Tako v filozofiji kot tudi v psihologiji je operacionalizem dandanes navadno obravnavan kot skrajni in zastarel način, vendar to ne pomeni, da je bil potencial Bridgmanovih originalnih idej izrabljen.
Nikjer pozitivistično razočaranje nad Bridgmanom ni bilo večje, kot v obravnavi operacionalizma kot teorije pomena. Tam je bil nabor možnih objektov, ki skupaj tvorijo pritožbo, da operativne definicije niso dale zadostnega opisa smisla konceptov, tudi tam, kjer so bile operacije ustrezne za koncepte vprašanja.
Jedro problema je preveč omejena predstava pomena, ki pomen zmanjšuje do določene mere; temu pravimo Bridgmanova omejevalna doktrina pomena. Čeprav Bridgman ni zagovarjal splošno filozofsko teorijo pomena, so njegove pripombe razkrile njegove namere. P.W. Bridgman je dejal:
»Očitno vemo, kaj mislimo z dolžino, če znamo povedati, kaj dolžina vsakega oziroma kateregakoli predmeta je, in za fizika je to zadostno. Če želimo izvedeti dolžino objekta, moramo opraviti določene fizične operacije. Koncept dolžine je torej določen, ko so določeni postopki, s katerimi merimo dolžina: to pomeni, da koncept dolžine obsega nič več kot niz operacij, s katerimi je dolžina določena. Na splošno, katerikoli koncept ni nič več kot niz operacij;  koncept je sinonimen z ustreznim nizom operacij.«(Bridgman 1927, 5)
Podobno je Bridgman prikazal tudi pobudo uporabe operacij, da bi naredili merilo smiselnosti: "Če ima specifično vprašanje pomen, mora obstajati možnost, da najdemo operacije, s katerimi lahko nanj odgovorimo." 